# デスヴァレー国立公園
デスヴァレー国立公園（デスヴァレーこくりつこうえん、Death Valley National Park）は、アメリカ合衆国カリフォルニア州のシエラネバダ山脈東部に位置する国立公園である。

## 概要
デスヴァレー国立公園は、その大部分をカリフォルニア州インヨー郡、一部をネバダ州が占めている。
総面積は13,158平方キロメートルであり全米の国立公園中、最大である。デスヴァレーのほぼ全域とパナミント渓谷の大部分、セイライン渓谷および近隣にあるいくつかの山脈が含まれている。
同国立公園のうち、ネバダ州部分には「悪魔の巣穴」と呼ばれる小さな池が位置しており、その近くにはアッシュ・メドウズ国立野生生物保護区が位置している。アメリカの国立公園の中で最も暑く、最も乾燥した地域であり、さらに海抜0m以下の地点を含んでいる（バッドウォーター、海抜下86メートル）。公園内には過酷な砂漠環境に適応した多くの種の動植物（哺乳類:51、爬虫類:36、魚類:5、鳥類:346、植物:1042、等）が生息しており、クレオソートブッシュ、ハマアカザ属、マオウ属、ブラックブッシュ、ユタジュニパー、アメリカヒトツバマツ、ビッグホーン、コヨーテ、デスヴァレー・パプフィッシュなどを観察することができる。

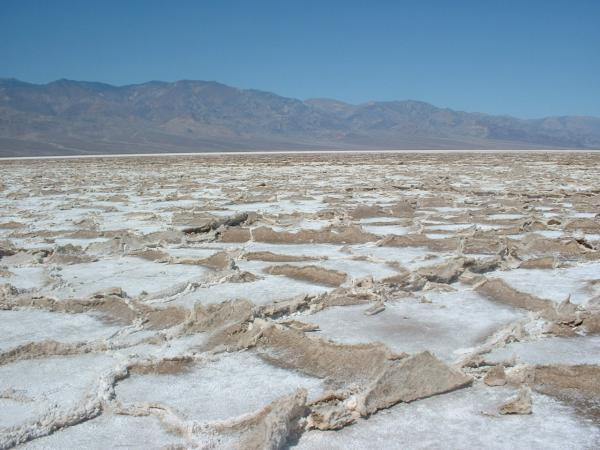
バッドウォーターの風景

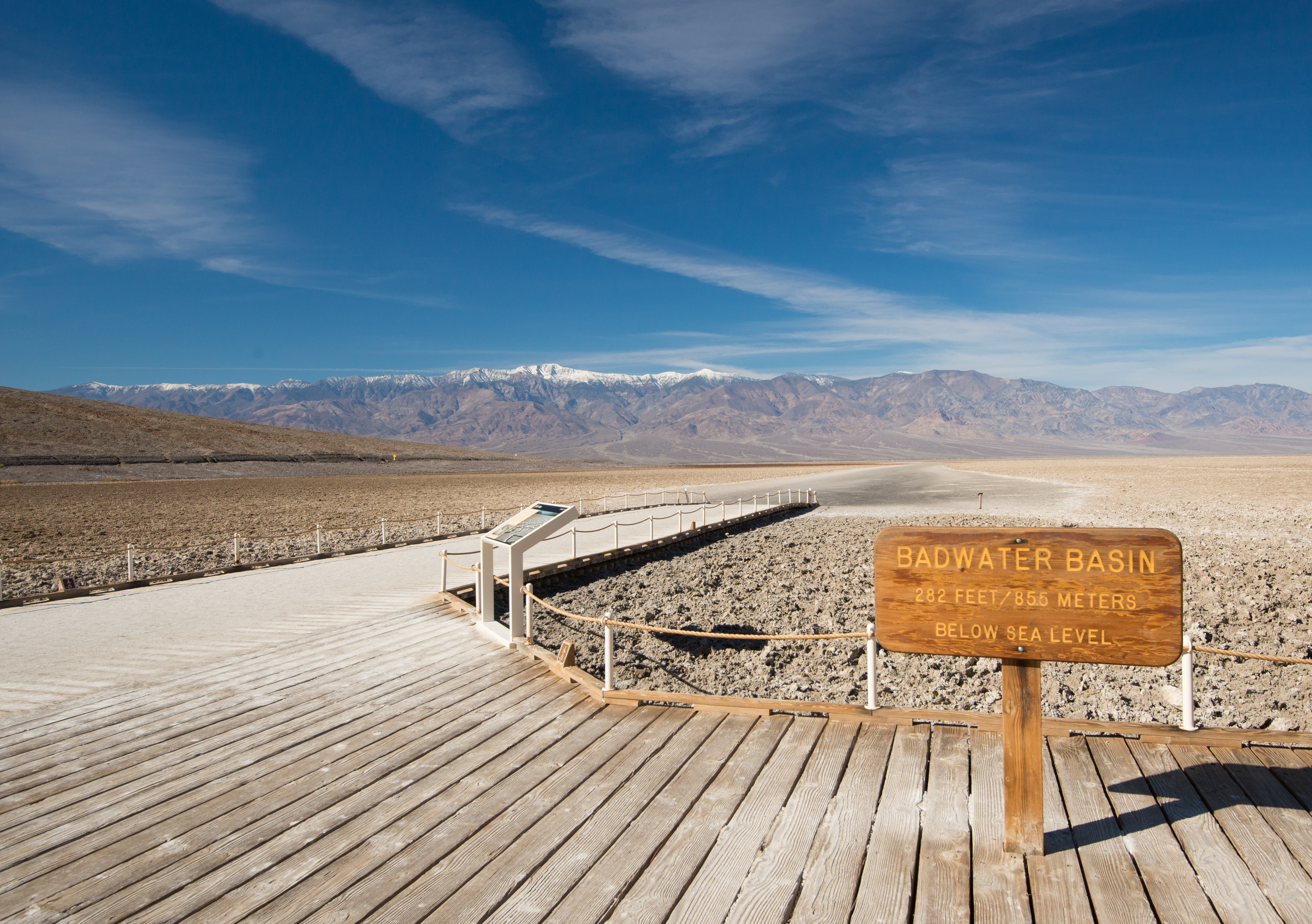
バッドウォーターで最も海抜の低い地点（海抜下86メートル）

現在のデスヴァレー国立公園地域がアメリカ合衆国によって国立公園として指定される以前、この地域における主要な産業は採鉱であった。デスヴァレー（Death Valley; 死の谷）という地名は、ゴールドラッシュさなかの1849年、カリフォルニア州にある金鉱地へ向かっていたグループが近道をしようとしてこの谷に迷い込み、数週間さまよった末にメンバーの数人が酷暑と水不足によって命を落としたことに由来している。19世紀末から20世紀初頭にかけてのデスヴァレーでは、局所的なゴールドラッシュが幾度となく発生し、いくつもの街が生まれては消えた。その一方、ホウ砂の採掘は唯一長期間安定した利益をもたらし、この地域で採鉱されたホウ砂は石鹸や工業加工品を製造するために使われた。「トウェンティ・ミュール・チーム」は、採掘されたホウ砂をデスバレーから搬出した輸送隊として有名であり、数々の書籍、映画、テレビ番組、ラジオ番組の題材として取り上げられた。1933年に現在のデスヴァレー国立公園地域の一部がアメリカ合衆国によってデスヴァレー国定公園として保護地域に指定された。その後1994年に国定公園から国立公園へと格上げされるとともに保護地域も拡大され、現在のデスヴァレー国立公園地域全体が保護対象となった。

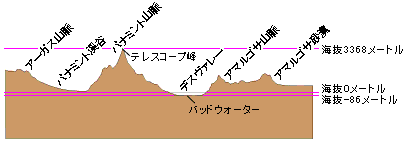
デスヴァレー国立公園の最高地点（テレスコープ峰、海抜3,368メートル）と最低地点（バッドウォーター、海抜-86メートル）を結んだ断面図。

この地域の自然環境は長い時間をかけて形成されたものであり、複雑な地質をしている。最も古い岩石は少なくとも17億年前に形成されたものであり、大きく変成している。この地域はかつて温暖な浅瀬であり、泥や砂が長い年月をかけて堆積した。この堆積は沈み込み帯が海岸沖に形成されるまで続いた。その後この地域は海底から隆起し、直線状の火山群が形成された。さらにその後、地殻の東西方向への伸張運動が開始され、現在のようなベイスン・アンド・レンジの地形が形成された。谷には堆積物が堆積し、氷期には湿潤な気候となりデスヴァレーを満たすマンリー湖のような巨大な湖がいくつも出現した。

## 地理

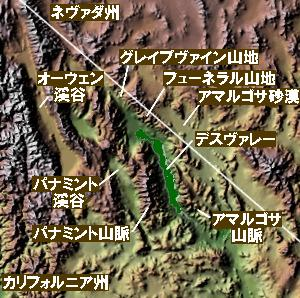
デスヴァレーと周辺地域

国立公園内にはデスヴァレーとパナミント渓谷という2つの主な谷がある。いずれも数百万年以内に形成され、南北に走る山脈によって分かたれている。周囲の谷ともどもベイズン・アンド・レンジと呼ばれる地形の典型であるものの、少し異なるところもある。並走する走向移動断層がデスヴァレー中央部を縦断している。剪断（せんだん）作用が働くため、デスヴァレーの中央部が拡大し、より沈下した。
周囲の山脈の隆起と谷底の沈下は同時に進行している。谷をはさんでパナミント山脈と向かい合うブラックマウンテンの隆起が速いため、パナミント山脈側と比べると扇状地は比較的小さく、勾配がきつい。この結果、「ワイングラス渓谷」と呼ばれる多数の谷がブラックマウンテン沿いに並んでいる。隆起のために、デスヴァレーの川底に至るいわゆるV字谷を刻む余裕がない。途中まではV字谷なのだが、川底まで半分の位置に達すると、そこから先は長い隙間のようなスロットキャニオンに形を変え、堆積物がたまった比較的小規模で急な扇状地を形成した。

## 人類史

### 先住民族

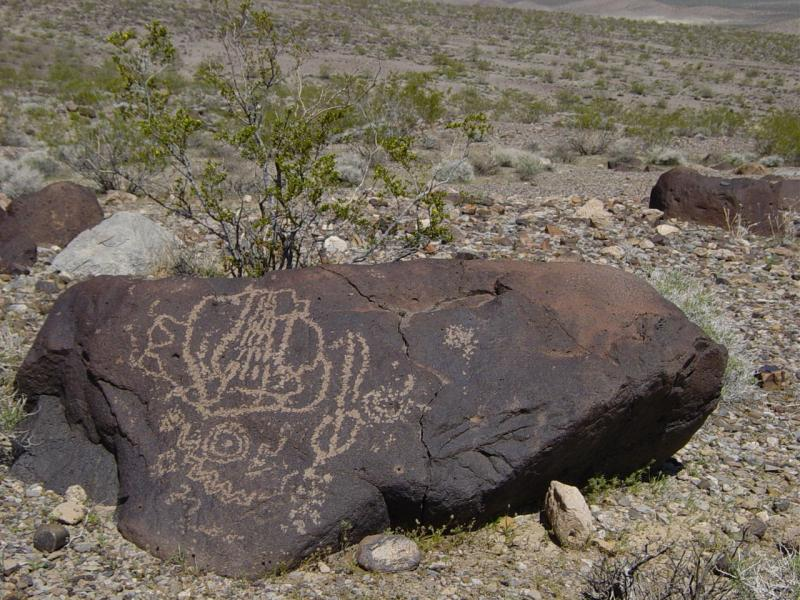
メスキート・スプリングスで発見された、メスキート・フラット族による岩面陰刻。

現在のデスヴァレー国立公園地域には、紀元前8000年頃からアメリカ先住民が居住していたことが知られており、時代ごとに大きく4つの民族に分けられる。この地域に最初に人類が定住したのは紀元前7000年頃と推測されており、狩猟採集民族であるネヴァレス・スプリング族が居住していた。当時この地域には、マンリー湖やパナミント湖などの巨大な湖が存在しており、デスヴァレーやパナミント渓谷は湖面の下に水没していた。当時の気候は比較的温暖であり、狩猟の対象となる動物が数多く生息していた。紀元前3000年頃になると、ネヴァレス・スプリング族に代わってメスキート・フラット族がこの地域に定住を始めた。メスキート・フラット族の文化は、ネヴァレス・スプリング族の文化とよく似ていることが知られている。西暦元年頃になると、高温で乾燥した砂漠へと変化したこの地域に、サラトガ・スプリング族が移住してきた。サラトガ・スプリング族は集団での狩猟技術に優れた民族であり、手工芸に長けていた。デスヴァレーの谷底には、サラトガ・スプリング族によって作られたと推測される、奇妙な形に配された石が残されている。
1000年頃になると、遊牧民族のティンビシャ（Timbisha）がこの地域に移住してきた。ティンビシャは、以前は「ショショーニ族」(Shoshoni) と呼ばれており、「パナミント」(Panamint) や「コソ」(Koso) という呼び名でも知られている。この地域に移住してきたティンビシャは、狩猟や、豆の一種であるメスキート、松の一種であるピニヨン・パインの実を採集して定住を始めた。この地域では谷底と尾根の気温に大きな差があるため、特に西部の地域において、ティンビシャは季節ごとに高地と低地の移動を繰り返した。冬場は谷底の水源近くに居を構え、気候が温暖になる春から夏にかけて、植物の成長とともに高地へと移動した。そして11月頃になると、尾根の付近で松の実を採集し、谷底へと戻るという生活を営んでいた。かつてはスコッティズ・キャッスルの近くにマアフヌという村落が存在しており、そこに住むティンビシャは、多数の籠を作っていた（現在でもスコッティズ・キャッスルでは、マアフヌのティンビシャが作った籠を見ることができる）。ティンビシャの家系の一部は、現在もデスバレー国立公園内にあるファーニス・クリークの村落に居住している（ティンビシャという名前は、この地域の元々の名前である）。

### 最初の来訪者
現在のデスバレー国立公園地域に白色人種が最初に足を踏み入れたのは、カリフォルニア州で発生したゴールドラッシュがきっかけであった。1849年12月、およそ100台の荷馬車とともにカリフォルニア州ゴールド郡へと向かっていた2組の白色人種のグループが、オールド・スパニッシュ・トレイルへ近道をしようとして道に迷い、巨大な谷に入り込んでしまった。後にベネット・アーケイン移民団と呼ばれた彼らは数週間もの間、この谷から脱出する道を見つけることができず、生き残るために数頭の牛を食べることを余儀なくされたが、この谷に数多く存在する泉から飲用水を確保することはできた。
彼らは荷馬車を捨て、起伏の激しい「ウィンゲート・パス」を通ることでようやく、この巨大な谷を脱出することができた。言い伝えによると、この谷から脱出した直後、一団の中の一人が「グッバイ・デスバレー（Goodbye Death Valley; 死の谷よ、さようなら）」と言ったとされており、これがデスバレーという名前の由来とされている（実際にこの一団の中にいたカルバーウェルという名の初老の男性一名がデスバレーで命を落としているが、この男性はデスバレーに迷い込む前から極度の疲労状態であった）。その後、この一団のメンバーであったウィリアム・ルイス・マンリーが自叙伝『Death Valley in '49』でこの旅の詳細を述べたことにより、この地域に関する情報は大衆へ広まった（地質学者たちはその後、有史以前にデスバレーを満たしていた湖に対して「マンリー湖」という名を付けた）。

### ゴールドラッシュ

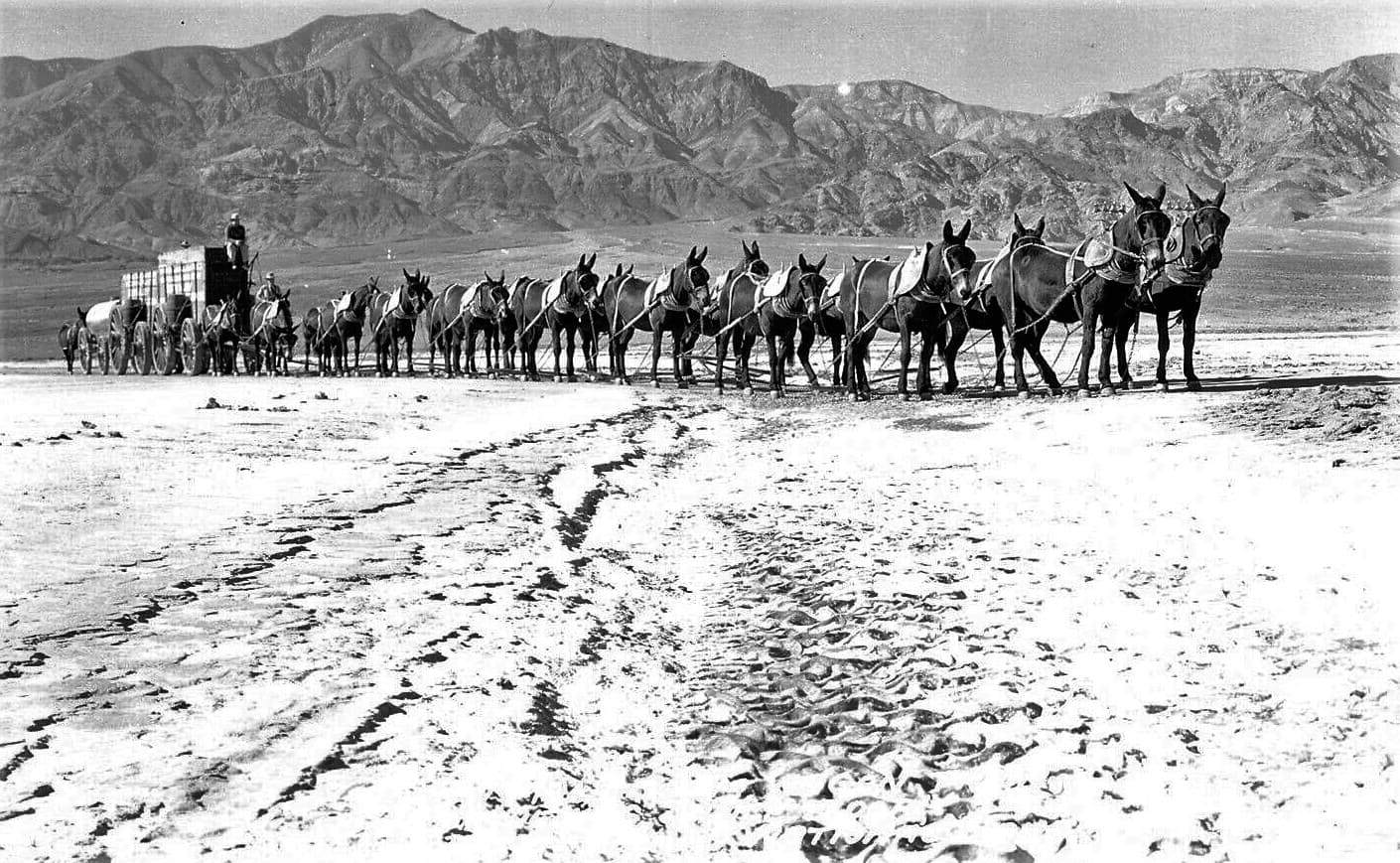
デスバレーのトウェンティ・ミュール・チーム

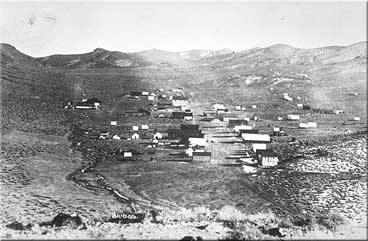
1906年に撮影されたスキードゥーの風景

現在のデスバレー国立公園地域で採れる最も有名な鉱石は、食塩やホウ酸塩、滑石などが堆積した蒸発残留岩に含まれるホウ砂である。ホウ砂は、この地域において最も回収しやすい鉱石であり、かつ、最も利益率の高い鉱石でもある。この地域で初めてホウ砂が発見されたのは1881年であり、ファーニス・クリークの近くのロージーおよびアーロン・ウィンターズで発見された。そして同年の末にはイーグル・ボラックス・ワークスがデスバレーで初めてホウ砂の商業活動を開始した。1883年の末にはハーモニー・ボラックス・ワークスのウィリアム・テル・コールマンがこの地域に工場を建設し、1888年まで石鹸の製造や、工業用に使用されるホウ砂の生産を行った。この地域で作られた製品は、18頭のラバと2頭の馬によって構成されるトゥウェンティ・ミュール・チームに引き渡され、およそ265キロメートル離れたモハーベにある鉄道まで輸送された。トゥウェンティ・ミュール・チームは1時間あたり約3キロメートルの速度で移動し、工場と鉄道とをおよそ30日かけて往復した。トウェンティ・ミュール・チームの写真は、ボラックソ社の粒状石鹸の宣伝広告に使用されたり、デスバレー・デイズ社のラジオ番組やテレビ番組で取り上げられたりした。この地域の採鉱産業は、コールマンによる専制経営が終了する1920年代まで、世界第1位のホウ砂の供給源として繁栄した。デスバレーで採掘されるホウ酸塩鉱物は主に、600万年前から400万年前のファーニス・クリーク構造体に堆積したものである（ザブリスキー・ポイントも参照して欲しい）。
現在のデスバレー国立公園地域には、銅・金・鉛・銀などの希少な埋蔵鉱物を求めて、多くの人々が訪れた。この地域では幾度となく希少鉱物の採鉱事業が行われたが、アクセスの悪さと苛酷な砂漠環境により、事業が長く続くことはなかった。1903年12月、銀を発見するため、オーストラリアのバララットから2人の男性がこの地域を訪れた。1人はジャック・キーンというアイルランド出身の鉱山労働者、もう1人はドミンゴ・エッチャーレンというバスク地方出身の片目の肉屋であった。キーンは、エッチャーレンとともに銀を探していたフューネラル山地の作業現場の近くで、全くの偶然に巨大な金の鉱床を発見した。キーンはこの鉱床を「キーン大鉱床」と命名し、これをきっかけにこの地域では小規模なゴールドラッシュが発生した。キーン大鉱床は、ライオライトやスキードゥー、ハリスバーグで発見された貴金属鉱脈と同様に、大きな利益をもたらした（その一方で、偽装発見も相次いだ）。しかしながら、数多く発生した散発的なゴールドラッシュが一段落した後に、一連の鉱脈の分布を調査した結果、十分な利益をもたらすだけの貴金属鉱脈は存在しないことが明らかとなった（鉱脈は現在のデスバレー国立公園地域の広い範囲に点在しており、立ち入ることが危険である場所が多かった）。このブームによって出現した鉱山近郊の町は、20世紀初頭の10年間で急激に発展したが、1907年の恐慌を契機に衰退した。

### 観光産業の発展

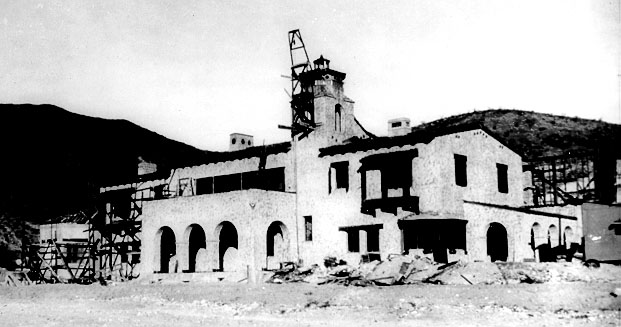
建設中のスコッティズ・キャッスル

現在のデスバレー国立公園地域において記録に残っている最古の観光施設は、1920年代にストーブパイプ・ウェルズに建設された1組のテント小屋であり、現在も残っている。この施設は治療回復の効能があると考えられる天然の泉の付近に建てられており、保養目的のためにたくさんの人々がこの地を訪れた。1927年、デスバレーで活動をしていたホウ砂会社のうち1社が、ファーニス・クリークにあった従業員の宿舎を建て替え、ファーニス・クリーク・インというリゾート施設を建設した。ファーニス・クリークにあった天然の泉はリゾート開発のために使われ、周囲の沼地や湿地は徐々に小さくなっていった。
その後、現在のデスバレー国立公園地域は冬場の観光地としても人気を博した。他の施設も当初は私的な施設として使用されていたが、次々に商業用施設への転換を行った。商業用に転換した施設の中で最も有名なものはスコッティズ・キャッスルである。スコッティズ・キャッスルはイリノイ州シカゴの保険業界の大富豪アルバート・ジョンソンが別荘として建てた豪華な館であり、1930年代の後半からホテルとして使用されるようになった。スコッティズ・キャッスルという名称は、デスバレー・スコッティの異名で知られるウォルター・スコットが「この城は金鉱から得た利益で建てたものであり、この城は私の城である」と吹聴したために呼ばれるようになった名前であり、実際にはスコットの発言はすべて偽りであった。スコットとの関係について記者がジョンソンに尋ねたとき、ジョンソンは「スコットへの投資家である」と返答した。

### 国定公園から国立公園へ

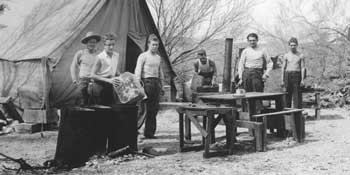
デスバレーで働く市民保全部隊のメンバー

1929年に発生した世界恐慌の時代になると、市民保全部隊による全米各地の国立公園の整備事業や建設事業が国家的に行われた。1933年2月11日、当時のアメリカ合衆国大統領であるハーバート・フーヴァーが、デスバレーおよびその周辺地域を国定公園に指定するという発表をし、カリフォルニア州南東部の約7,800平方キロメートルとネバダ州西端のごく一部が保護地域となった。これに伴いデスバレー国定公園でも整備事業や建設事業が行われることとなり、12社の企業が市民保全部隊とともにこの事業に加わった。デスバレー国定公園では1940年代の初めまでに約800キロメートルの道路が整備され、水道や電話線が引かれ、合計76棟の建物が建てられた。パナミント山脈には優れた景色を望むための道路が作られ、また、先住民族であるショショーニ族のためにレンガ造りの村落、洗濯場、交易所なども作られた。さらに多数の休憩所や行楽施設の他、1本の滑走路、5箇所のキャンプ施設も建設された。
その一方で、1933年の国定公園への指定により、この地域での探鉱や採鉱事業は一時的に休止することになった。しかしながら、事前の申し合わせによって議会が働きかけたため、同年の6月には採鉱事業が再開されることとなった。またこの頃から採鉱技術は大きく発達し、純度の低い鉱石を加工することが可能となり、重機の登場によって巨大な岩を移動させることが可能となった。これによりデスバレーでの採鉱事業は変貌を遂げ、大きな収益を獲得することができるようになった。しかしながら世界的に活動を行っていた採鉱業者が、国定公園からよく見える位置にある鉱山で露天採鉱を行い、景観に傷跡を残した。この行為に対して一般市民から激しい非難が沸き起こり、アメリカ合衆国にあるすべての国立公園および国定公園がより厳しく保護されるきっかけとなった。

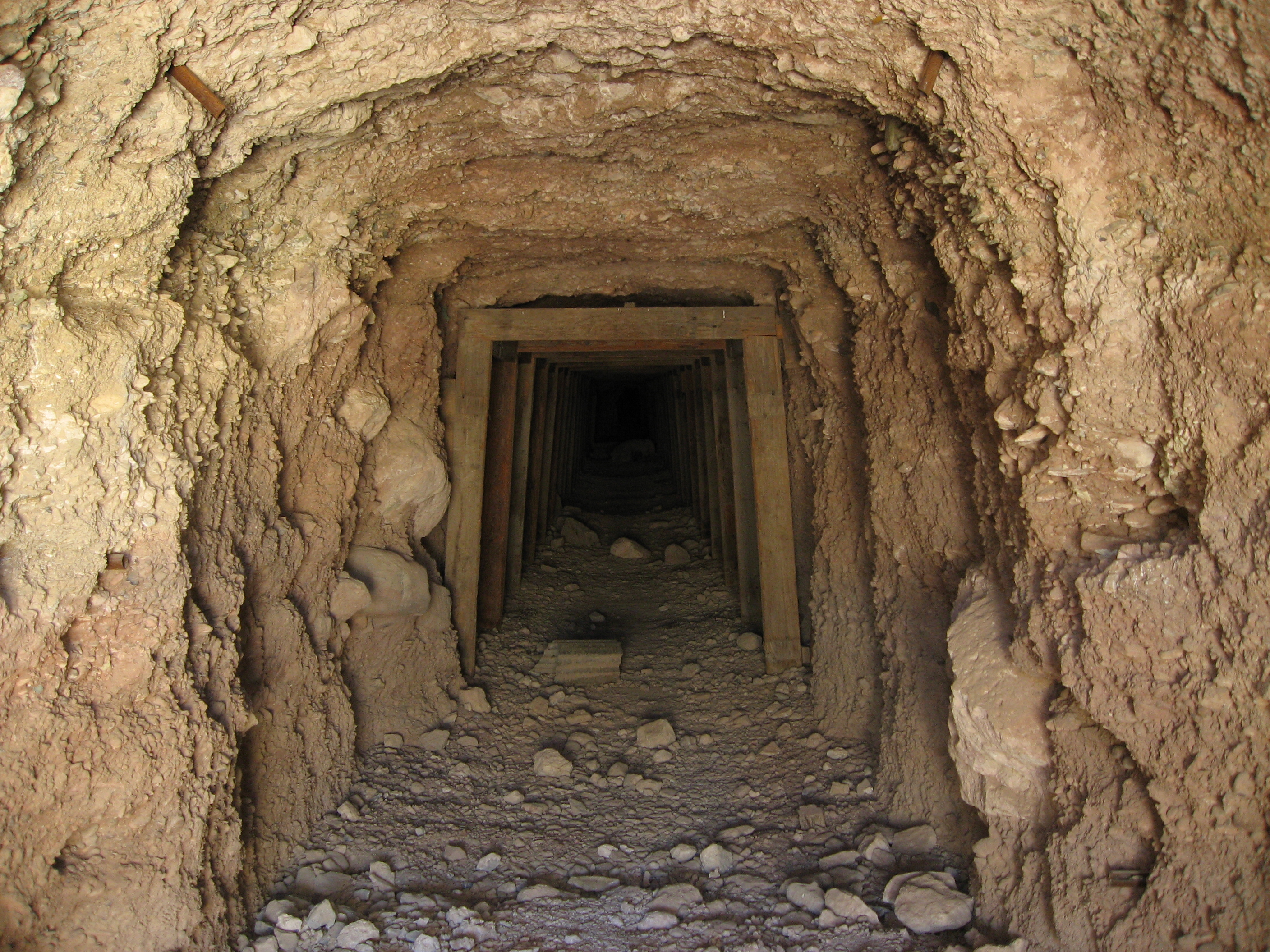
廃鉱となったリードフィールドの坑道

1976年、アメリカ合衆国議会は、デスバレー国定公園内での新たな採鉱事業を禁止する法案を可決した。この法律によってデスバレー国定公園内での露天採鉱は禁止され、国立公園局は1976年以前に与えられた何万もの採掘権の妥当性について調査を行うことになった。1980年、連邦政府はより厳格な環境基準を課した上で、限定的に採鉱を行うことを許可した。国立公園局の資源管理部門はデスバレー国定公園周辺の鉱山を監視し、許可を受けていない125の業者と許可を受けた19の業者についての調査を継続した。その一方で、連邦政府の指導により、デスバレー国定公園内の資源が保護されることは保証された。
1984年、デスバレー国定公園は生物圏保護区に指定された。1994年10月8日、デスバレー国定公園の保護地域は約5,300平方キロメートル拡大され、さらに砂漠保護法の可決により国定公園から国立公園へと昇格した。これによりデスバレー国立公園は、飛び地を含まない連続した国立公園の中では、アメリカ合衆国で最も広い国立公園となった。
デスバレー国立公園の広域地下水流動系の範囲内に位置している多くの都市は、アメリカ合衆国内でも例を見ないほど急速な発展を遂げている。デスバレー国立公園から半径160キロメートルの範囲内に位置しているネバダ州ラスベガスやネバダ州パーランプはその顕著な例であり、1985年から1995年にかけてラスベガス近郊の人口は550,700人から1,138,800人にまで増加した。

## 地史

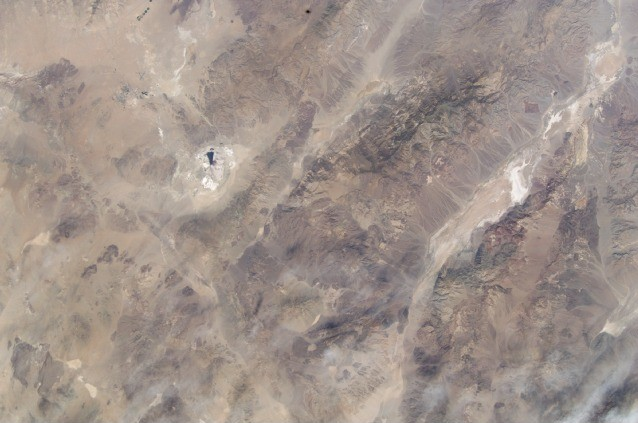
宇宙空間から撮影したデスバレーおよびパナミント渓谷。左端に見える湖はサールズ湖で、その右隣に見える小さな谷がパナミント渓谷。パナミント渓谷のさらに右に見える大きな谷がデスバレー。パナミント渓谷とデスバレーとの間にはパナミント山脈があり、デスバレーの右隣にはブラック山地がある。

デスバレー国立公園では、多様で複雑な地質構造が見られる。公園地域においては、少なくとも4回の広範囲な火山活動、また3回か4回の堆積期と数回の構造運動が見られる。氷期においては、当地域が氷結することは無かったが、湖が形成されるなど大きな影響を受けた。
当地域を構成する岩石は、放射性同位体による年代測定の結果、原生代の約17億年前に形成されたことが判明している。それらの岩石は大規模な変成作用を受けている。また、パナミント山脈に分布している花崗岩は、14億年前に当地域に貫入し、その後、隆起運動により地表に露出、5億年に渡って浸食を受けているものである。
Pahrump層群は数百mさがあり、12億年前から8億年前に堆積した。この層は、原生代の岩石が隆起し、その後、侵食され再堆積したものであり、花崗岩砂を含む礫岩（泥岩やストロマトライト起源と見られる炭酸塩鉱物・苦灰石などを含む）で構成されている。この層群の堆積盆は、このような礫岩で満たされており、それらは全地球凍結時の氷河堆積物と思われる。また、Pahrump層群の最も新しい部分は、玄武岩質の溶岩で覆われている。
ロディニア大陸が分裂を開始すると、当地域には地溝が形成され海水が浸入した。なお、その地溝は後に太平洋として発達する。その海域においては、藻類が繁殖し、炭酸塩鉱物が生成された。Noonday苦灰石はこの時に形成されたものである。太平洋が形成され、大きく広がっていくにつれ、当地域の大陸地殻はうすくなり、その影響で、当地域の沈降が進みIbex層群が形成された。なお、この上位には不整合があり、地史資料が得られていない。
本格的な海洋盆が西方で形成されることにより、当地域に堆積していた地層は傾斜を強めていった。傾斜が大きくなったため、2度、海中で崩壊を起こし、くさび状の砕屑堆積物を形成している。これにより3つの地層が形成されている。この崩壊により形成された地層には、それに巻き込まれた初期の生命の化石が含まれており、エディアカラ生物群や三葉虫の化石が発見される。

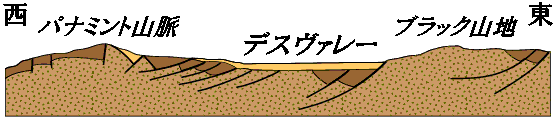
デスバレーの盆地構造を表した図。デスバレーの底部に示されている黄土色の部分は、堆積物を表している。

古生代の約5億5,000万年前から3億年ほどの間、当地域は砂質泥層の堆積する海底であった。炭酸塩鉱物の堆積する環境であり、赤道に近い温暖な環境であったと推定されている。ただし、炭酸塩鉱物の堆積は、オルドビス紀などに何度か中断した時期があった。時期により詳細は異なるものの、この頃の海岸線は北から北東方向（おおむねアリゾナからユタの方向）に沿っていたものと思われる。これらの地層は8つの累層と1つの層群に分類され、その厚さは約6,000mある。それらの地層はCottonwood、 Funeral、Grapevine、Panamintなどに分布している。
中生代の中期に、北アメリカ大陸の西端は太平洋プレート方向に押され、沈み込み帯を形成した。その結果、活発な火山活動や山脈の隆起が起き、海岸線は西に300km以上移動した。また、シエラネバダ弧の形成が開始され、各所に断層も発達した。この時期は、隆起運動と侵食が活発におき、不整合が発達した。このため、当地域には、ジュラ紀から古第三紀・始新世の地層は、ジュラ紀の火山岩を除き、分布していない。

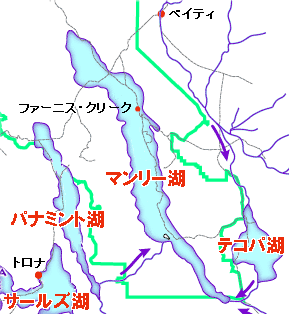
紀元前24,000年頃のデスバレー国立公園地域

長期の侵食により、当地域には平原が発達していたが、3,500万年前頃は氾濫原となったと思われ、それに由来する地層が分布している。
ベイスン・アンド・レンジに関連した地殻の伸張は、ファラロンプレートの消滅による圧縮場の解放により、約1,600万年前に始まった。デスバレーとパナミントヴァレー (Panamint) 地域については、約300万年前より伸張が開始され、200万年前には谷となった。そして、現在でも広がり続けている。また、パナミント山地 (Panamint Range) の山頂付近に分布する地質は、ブラック山地 (Black Mountains) やコットンウッド山地 (Cottonwood Mountains) と同一のものである。これは、同一の地層が、正断層の働きにより、水平及び垂直方向に分離・移動させられたためである。さらに、山地の麓に右横ずれ断層が走っていることも、この地域の形成に寄与している。これらの力は、当地域の西にあるサンアンドレアス断層とも関連がある。
伸張に伴う火成活動は、約1,200万年前から400万年前に行われた。その時期においては、盆地に周囲から堆積物が供給されており、盆地の沈降量と堆積物の供給量が概ね釣り合っていたため、渓谷の標高はほぼ同じであった。
更新世において、近隣のシエラネバダ山脈の山岳氷河の影響によって、デスバレーとパナミントヴァレーには、多くの湖が形成された。デスバレーを満たす湖には、アマルゴサ川 (Amargosa)・モハーベ川 (Mojave)・オーエンス川 (Owens) が注いでいた。その湖は、マンリー湖と名付けられている。氷期の終了に伴い、約1万年前から、劇的に河川の供給が減少するとともに、それらの湖は乾燥し始め、プラヤなどの乾燥地形が形成された。現在では、かすかに湖岸線の跡が見られるだけである。

## ティンビシャ語に由来する地名
ティンビシャは、1000年頃に移住してきた先住民族の呼称だけでなく、ファーニス・クリークに位置する村落ないしデスバレーの地域一帯を指す地名でもある。デスバレーには赤褐色の塗料で描かれた豊かな泉の岩窟壁画があることから、ティンビシャという名称は、ティンビシャ語で岩窟壁画を意味する tümpisa に由来すると考えられている（岩の籠を意味する tu"mpingwosa が由来とする説もある）。また、グレイプヴァインの西8キロメートルに位置するウベヘベ・クレーターは、ティンビシャ語で老女の乳房を意味する hüüppi pitsi が由来と考えられている。ネバダ州部分にあるワーガイェ峰は、ティンビシャ語でピニヨン・パインの頂点を意味する waakko'i が由来であり、テレスコープ峰の東方に走るハナウパー峡谷は、峡谷の泉を意味する hunuppaa が由来である。ティンビシャ語を由来とする地名はグレイプヴァイン山脈の各地に存在している（ティンビシャ語も参照して欲しい）。

## アクセス
ネバダ州ラスベガスのストリップから州間道15号線を北に進み、42番出口からラスロップ・ウェルズまで国道95号線を北に約139キロメートル進む。ラスロップ・ウェルズで南に曲がり、ネバダ州道373号線とカリフォルニア州道127号線を約37キロメートル進み、デスバレー・ジャンクションで西に曲がると、約27キロメートルでファーニス・クリークに至る。

## 動く石

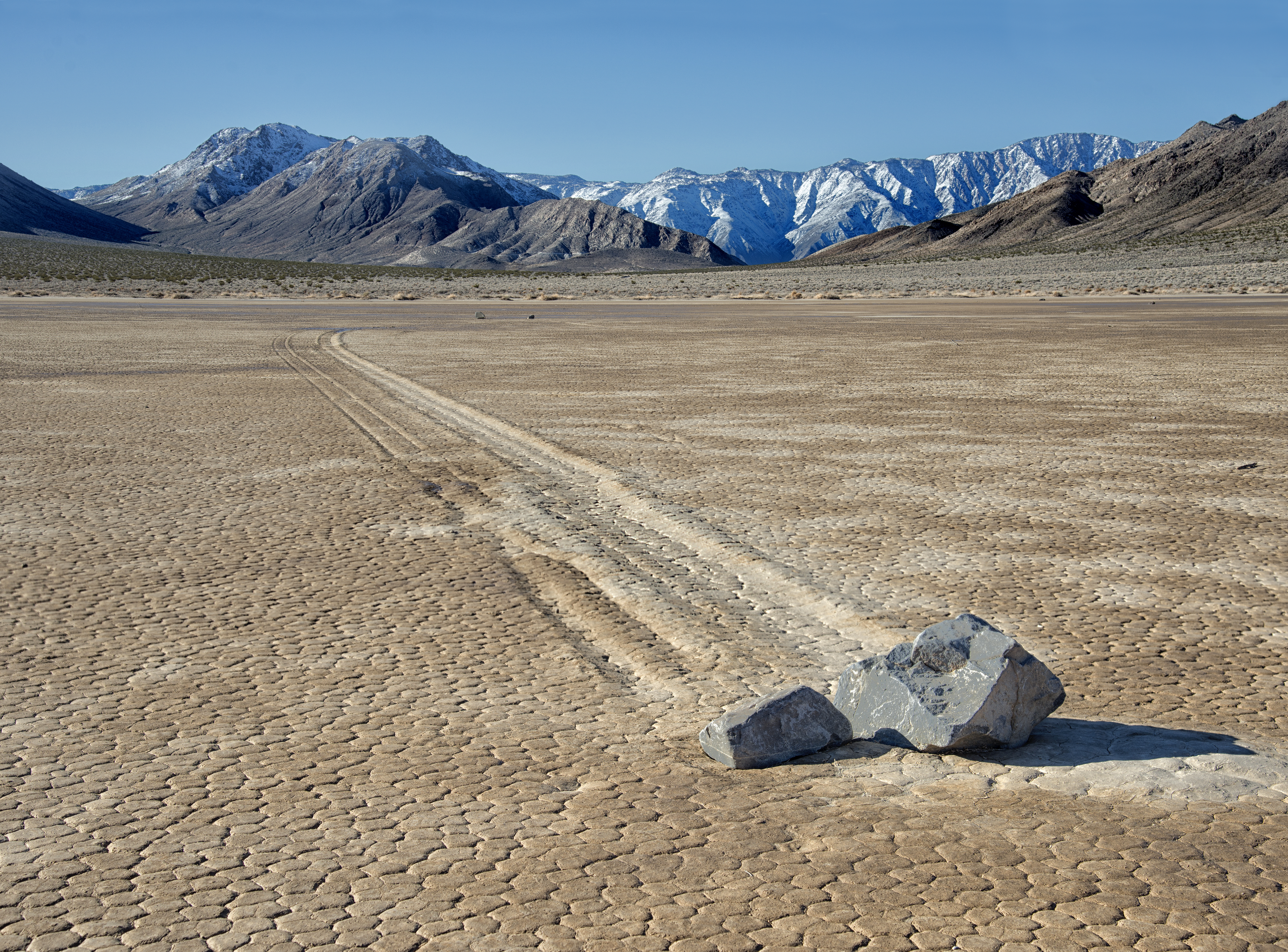
動く石

夜間に石が長距離に渡って移動する「セーリング・ストーン」、「スライディング・ロック」または「ムービング・ロック」「ゴルディロックス」などと呼ばれていた。何かに引きずられたような直線的な跡を伴うが、人間を含む動物の足跡などは一切残されていなかった。移動の原因として動物説、重力説、地震説などが考えられ、またある地質学者はネバネバした細菌が岩の下で繁殖し岩を滑りやすくしているという推測をしていた。
このメカニズムは、2014年になって解明された。岩を動かしていたものは有力な説として存在した氷と風であり、湖の表面に浮かぶ氷が岩を押して滑りやすい泥の上を岩が運ばれていた。